# Clemente Caraccioli
Clemente Caraccioli (* 1670 in Oberägypten; † 1721 in Rom) war ein zunächst muslimischer, dann christlicher Kopist.

## Leben und Wirken
Muhammad Ibn ’Abd Allāh al-Sa’īdī al-’Adawī wurde vermutlich in der Gegend von Assiut geboren und später in Kairo als Kopist tätig. Um 1706 nahmen ihn in Alexandria christliche Piraten gefangen und verbrachten ihn nach Malta. Dort setzte er seine Kopistentätigkeit fort und unterrichtete Kinder im Arabischen. Vergeblich wartete er auf den Freikauf durch Verwandte. Durch eine nächtliche Erscheinung des regierenden Papstes Clemens XI. will er zur Konversion zum Christentum aufgefordert worden sein. 
Brieflich davon unterrichtet, lud ihn Clemens XI. nach Rom ein. Dort wurde der Konvertit durch Erzbischof Niccolò Caracciolo von Capua unterwiesen und 1708 getauft. Der Neugetaufte nahm zu Ehren des regierenden Papstes und seines eigenen Täufers den Namen Clemente Caraccioli an. Er wurde in der Folgezeit, wohl gefördert durch Giuseppe Simone Assemani, an der Vatikanischen Bibliothek angestellt und übernahm dort als Hauptaufgabe die Kopie arabischer Handschriften. 24 Manuskripte von seiner Hand sind in Rom und Beirut erhalten.